# ییژی دولانا
ییژی دولانا (چکی: Jiří Dolana; ۱۶ مارس ۱۹۳۷ – ۱۴ ژوئیهٔ ۲۰۰۳) بازیکن هاکی روی یخ اهل چکسلواکی بود.